# Perils of the Deep Blue
Perils of the Deep Blue è il sesto album in studio del gruppo musicale gothic metal norvegese Sirenia, pubblicato nel 2013.

## Il disco
Il disco è uscito tra il 28 giugno e il 1º luglio 2013 in Europa e il 9 luglio anche in America settentrionale. Esso è stato registrato in Francia, precisamente a Marsiglia, e prodotto da Morten Veland.
La copertina è opera dell'artista Anne Stokes.
Il singolo Seven Widows Weep è stato pubblicato il 10 maggio 2013.

## Tracce
Testi e musiche di Morten Veland.
1. Ducere me in lucem – 3:33
2. Seven Widows Weep – 6:57
3. My Destiny Coming to Pass – 5:16
4. Ditt endelikt – 6:10
5. Cold Caress – 5:57
6. Darkling – 5:35
7. Decadence – 4:58
8. Stille kom døden – 12:42
9. The Funeral March – 5:34
10. Profound Scars – 6:09
11. A Blizzard Is Storming – 4:49
12. Chains (bonus track ediz. limitata) – 4:24
13. Blue Colleen (bonus track ediz. limitata) – 5:01

## Formazione
- Morten Veland - grunt, chitarre, basso, piano, synth, theremin, mandolino, ukulele, armonica, flauto
- Ailyn - voce
- Jan Erik Soltvedt - chitarra
- Jonathan A. Perez - batteria

### Altri musicisti
- Joakim Næss – voce su Ditt endelikt
- Damien Surian, Mathieu Landry, Emmanuelle Zoldan, Sandrine Gouttebel, Emilie Bernou – coro